# Hermann da Fonseca-Wollheim
Hermann da Fonseca-Wollheim (* 21. März 1851 in Brunstorf; † 12. August 1938 in Hamburg) war ein deutscher Marineoffizier, zuletzt Konteradmiral.

## Leben

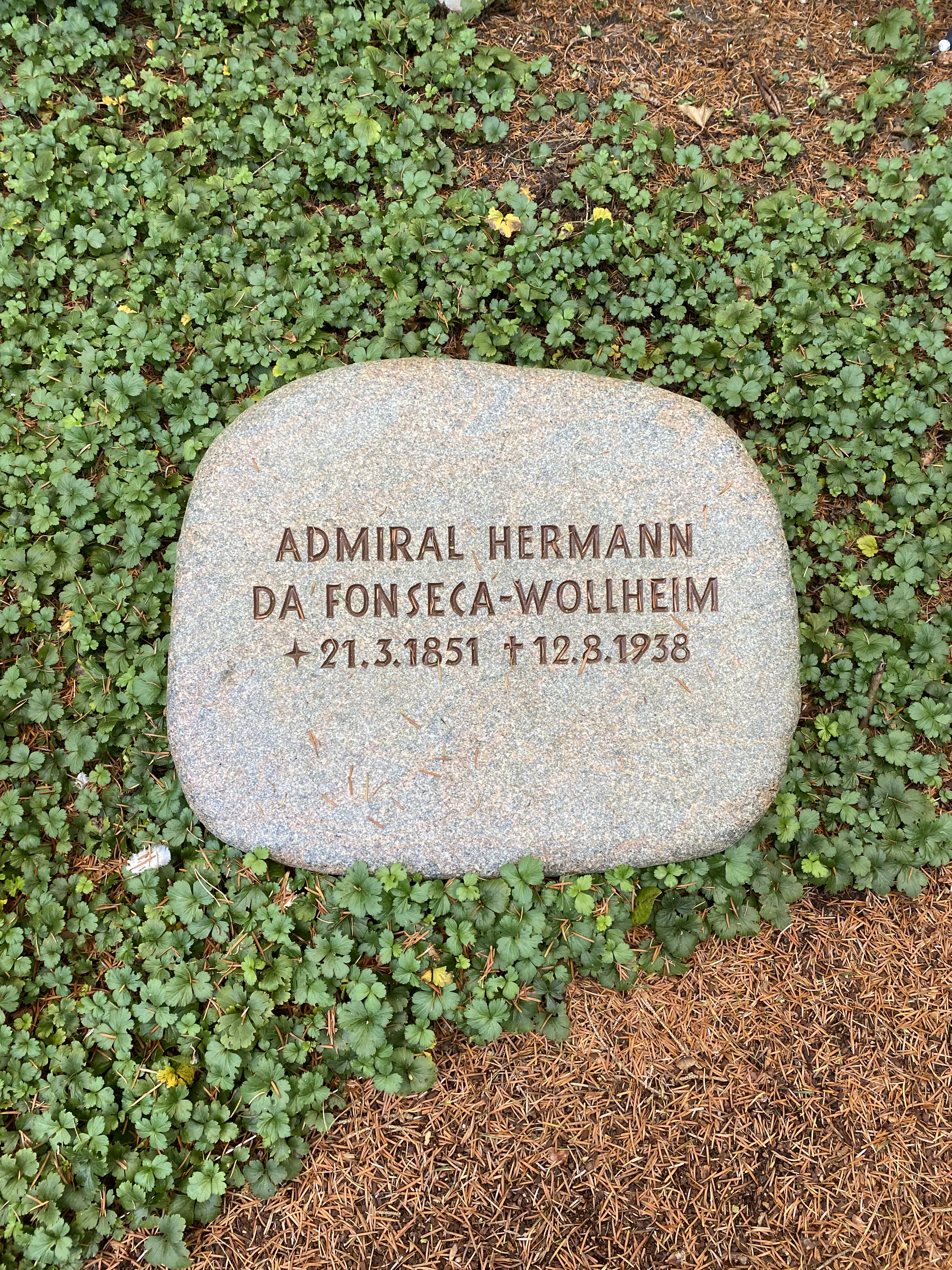
Kissenstein in der Familiengrabstätte

Da Fonseca-Wollheim war der Sohn eines Eisenbahningenieurs jüdischer Abstammung aus Hamburg. Der portugiesische Teil des Namens wurde unter unklaren Umständen von seinem Patenonkel, dem Bruder seines Vaters, Anton Eduard Wollheim da Fonseca übernommen.
Hermann da Fonseca-Wollheim begann seine militärische Laufbahn ab 26. April 1868 als Kadett in der Preußischen Marine und absolvierte seine Grundausbildung auf der Segelfregatte Gefion.
Als Erster Offizier auf der Carola war er an der Militäraktion beim Aufstand der ostafrikanischen Küstenbevölkerung 1889 beteiligt.
Später war Da Fonseca-Wollheim Kommandant des Küstenpanzerschiffs Hildebrand, dann des Schulschiffs Gneisenau.
1896–1899 war er Kommandant von Cuxhaven.
Vom 30. September 1899 bis 30. April 1900 sowie vom 21. Mai 1900 bis 12. November 1901 fungierte er als Kommandant des Großen Kreuzers Vineta. Anschließend wurde er bis 11. März 1902 zur Verfügung des Chefs der Marinestation der Nordsee gestellt. Mit diesem Datum erhielt da Fonseca-Wollheim den Charakter als Konteradmiral verliehen und wurde zeitgleich zur Disposition gestellt.
Während seiner Zeit als Kommandant der Vineta wurde das Vineta-Provisorium, eine Aushilfs-Briefmarke, durch den Oberzahlmeister nach Rücksprache mit ihm hergestellt.
Hermann da Fonseca-Wollheim verstarb im Alter von 87 Jahren in Hamburg und wurde auf dem dortigen Friedhof Altona in der Familiengrabstätte beigesetzt.